# البهائية في بابوا غينيا الجديدة
يبدأ الدين البهائي في بابوا غينيا الجديدة بعد عام 1916 بذكر عبد البهاء، رئيس الدين آنذاك، أن البهائيين يجب أن يأخذوا الدين إلى هناك. انتقل البهائيون الأوائل إلى هناك (ما يعنيه البهائيون بـ«الرائدين») في بابوا غينيا الجديدة ووصلوا إلى هناك في عام 1954. مع المتحولين المحليين تم انتخاب أول جمعية روحية محلية بهائية في عام 1958. ثم تم انتخاب أول جمعية روحية وطنية في عام 1969. وبحسب تعداد عام 2000 أظهر أن عدد البهائيين لا يتجاوز 21000. لكن جمعية أرشيف بيانات الأديان (بالاعتماد على الموسوعة المسيحية العالمية) قدرت عدد البهائيين بثلاثة أضعاف، أي ما يعادل 200 ألف أو 6% من الأمة، في عام 2015 وفي كلتا الحالتين، فهي أكبر ديانة أقلية في بابوا غينيا الجديدة، وإن كانت صغيرة.

## الأيام الأولى

### ألواح عبد البهاء للخطة الإلهية
أول ذكر ديني للمنطقة حدث أثناء حكم أستراليا لها عندما كانت تعرف باسم إقليم بابوا. وقد ذكر عبد البهاء، رئيس الدين من عام 1892 إلى عام 1921، هذا المكان ضمن الأماكن التي ينبغي للبهائيين أن يأخذوا دينهم إليها عندما كتب سلسلة من الرسائل، أو الألواح، إلى أتباع الدين في الولايات المتحدة في عامي 1916 و1917؛ وقد تم تجميع هذه الرسائل معًا في كتاب بعنوان ألواح الخطة الإلهية. يذكر السابع من الألواح نقل الدين البهائي إلى بابوا غينيا الجديدة، وقد كتب في 11 أبريل 1916، ولكن تأخر تقديمه في الولايات المتحدة حتى عام 1919 — بعد نهاية الحرب العالمية الأولى والإنفلونزا الإسبانية. وقد ترجمت هذه الألواح وقدمها ميرزا أحمد سهراب في 4 أبريل 1919، ونشرت في مجلة نجم الغرب في 12 ديسمبر 1919.
(اللوح 7) «يجب على المجموعة التي تتحدث لغاتهم، المنفصلة، المقدسة، المقدسة والممتلئة بحب الله، أن تحوّل وجوهها وتسافر عبر مجموعات الجزر الثلاث الكبرى في المحيط الهادئ—بولينيزيا وميكرونيزيا وميلانيزيا، والجزر المرتبطة بهذه المجموعات، مثل غينيا الجديدة وبورنيو وجاوا وسومطرة وجزر الفلبين وجزر سليمان وجزر فيجي وجزر هيبريدس الجديدة وجزر لويالتي وكاليدونيا الجديدة وأرخبيل بسمارك وسيرام وسيليبس والجزر الصديقة وجزر ساموا وجزر المجتمع وجزر كارولين والأرخبيل المنخفض وجزر ماركيساس وجزر هاواي وجزر جيلبرت ومولوكاس وجزر مارشال وتيمور والجزر الأخرى. بقلوب تفيض بحب الله، وألسنة تذكر ذكر الله، وعيون متجهة إلى ملكوت الله، يجب عليهم تقديم الفرح بشرى ظهور رب الجنود لجميع الناس. واعلموا يقينًا أن أي تجمع تدخلونه، تغمره أمواج الروح القدس، وتحيط به نعمة الجمال المبارك السماوية.»

### البدايات
ومن المعروف أن أحد البهائيين كان موجودًا على الجزيرة بحلول عام 1953. ومن المعروف أيضًا أن ميلدريد موتاهيديه زارت المنطقة أثناء سفرها عبر منطقة جنوب المحيط الهادئ. كانت فيوليت هوينكي أول من أقام في هذا المكان من خلال الريادة طويلة الأمد في عام 1954. ولأجل هذه الخدمة تم تعيينها فارسة من فرسان بهاء الله من قبل رئيس الدين آنذاك، شوقي أفندي.
سرعان ما اكتسب الدين جاذبية كبيرة لدى شعب ناليك [الإنجليزية] الذين شعروا أنه أكثر انسجامًا مع فهمهم التقليدي مقارنة بتعاليم المبشرين الإنجيليين المسيحيين. التقى أبيليس مزاكمت، أول مالك ينضم إلى الدين، بهونكي وانجذب إلى التعاليم البهائية المتعلقة بالمساواة العرقية، وتحول في أوائل عام 1956 بعد أن تعلم المزيد عنها من رودني هانكوك. لقد فرضت القواعد والقوانين الأسترالية في ذلك الوقت الفصل بين الأعراق. تم اعتقال هانكوك بسبب اختلاطه بالسكان الأصليين ذوي البشرة السوداء في عدة مناسبات، ثم تم ترحيله بعد ذلك لأنه بقي طوال الليل في القرى المحلية دون إذن من السلطات الاستعمارية.
الأمر الأكثر أهمية، وفقًا للمراجعة العلمية، هو أنه في حين عارض المبشرون المسيحيون علنًا الفنون والعروض الجنائزية التقليدية، شجع البهائيون إنتاجها كشكل من أشكال العبادة. وهكذا، بينما ينظر الناليكيون الآخرون إلى البهائيين الناليك باعتبارهم حكامًا على المعرفة والممارسات التقليدية، فإن البعثات المسيحية وأتباعها ينظر إليهم على أنهم معادون لكلمة كاستوم [الإنجليزية]، وهي كلمة إنجليزية بسيطة تُستخدم للإشارة إلى الثقافة التقليدية بسبب موقفهم السلبي من إنتاج الصور الطقسية.
وقد أدرك مازكمات هذه الاختلافات فعاد إلى وطنه ونشر الدين على الرغم من مقاومة البعثات الكاثوليكية والميثودية. التقى بصديق قديم، مايكل هوميرانج، الذي كان نحاتًا مالانجانًا يحظى بالاحترام الكبير وزعيمًا عشيرة (مايماي) في قرية مادينا، على الساحل الشمالي لمقاطعة أيرلندا الجديدة في أقصى الشمال الشرقي. قال موميرانج لاحقًا «رأيت رجلاً وامرأة أبيضين يأتيان إلى قريتي ويجلسان لتناول الطعام والتحدث معنا. حتى أنهما ناما في منازلنا... وحده القادر على تحقيق ذلك...» ثم التقيا بزعماء العشائر وشيوخ المجتمع وفي أوائل عام 1958 كان هناك 10 متحولين آخرين انتخبوا أول جمعية روحية محلية بهائية في بابوا غينيا الجديدة، تلاهم 30-40 متحولًا آخر على مدى السنوات الأربع التالية في قريتين. يُعتبر عام 1958 هو العام التأسيسي للمجتمع البهائي في بابوا غينيا الجديدة. حضر ممثلون من بابوا وغينيا الجديدة (كانت الدولة تُدار بشكل منفصل آنذاك) مؤتمر عام 1958 في أستراليا بشأن نشر الدين.
وفقًا لما ذكره الناليكس المحليون  هدد وفد من المبشرين الميثوديين السابقين باللعنة والغرامات المالية والطرد من الكنيسة، وعندما اندلع حريق في مركز البهائيين في المدينة المنورة، تم إلقاء اللوم فيه على مشعلي الحرائق الموالين للبعثة الميثودية. وقد أدت هذه الأحداث وغيرها من الأحداث الموثقة إلى تخويف العديد من البهائيين المتحولين حديثًا، الذين عادوا إلى البعثة الميثودية. بالنسبة للبهائيين الآخرين، فإن هذه الأفعال عززت اعتقادهم بأنهم جماعة دينية مضطهدة تعكس معاناة التاريخ المبكر للدين والاضطهاد الذي عانت منه في إيران.

## تكوين مجتمع وطني
أصبحت زخرفة المراكز البهائية وممارسات مشاركة قصص تاريخ الدين مشبعة بمزيج من الرمزية البهائية والناليكية بينما تعلم البهائيون الذين انتقلوا إلى البلاد تقدير توجه الثقافة الأصلية إلى «... تطوير وجهة نظر للحياة لم تقتصر ببساطة على محيطهم وضرورياتهم الخاصة، بل كانت منظورًا كونيًا للحياة ككل». في المجموع، ساعد حوالي مائة وخمسين بهائيًا في تطوير مجتمع يبلغ عدده بالآلاف، وواصل هوهنكي المراسلات بأكثر من مائة رسالة.
أقيمت أول مدرسة صيفية للدين في ربيع عام 1965، وبلغ متوسط الحضور في الفصل 80 شخصًا تلتها مدرسة ثانية في ديسمبر 1965. وضمت الدورة أول بهائيين من قرية أخرى في أيرلندا الجديدة ومقاطعة موروب في غينيا الجديدة، بينما شدد هوبنيك، الذي تم تعيينه حديثًا كعضو في مجلس المساعدة، على تاريخ الدين بالإضافة إلى وجهة نظر حول الدين المقارن - كل ذلك تم تنفيذه باللغة الإنجليزية البسيطة ‏ - إلى جانب اجتماع محاكاة، ومراجعة القوانين البهائية، والصلاة، وفرصة لمناقشة مخاوف أهل المنطقة.
في عام 1965 أصبح توم كابو أول بهائي بابوي. أصبح حوالي عشرين بابوا بهائيين في بورت مورسبي مباشرة بعد كابو والذين كانوا من منطقة بايمورو ‏. كان الكابو يتنقل بين العديد من القرى ليقدم الدين. قام أستاذ جامعة ييل تشارلز فورمان بتحليل الاتجاهات الدينية في جميع أنحاء جزر المحيط الهادئ، ويعزو ما أسماه النمو المفاجئ للدين البهائي في جميع أنحاء ميكرونيزيا إلى أنه كان يرجع جزئيًا إلى قدر معين من الاستجابة من بعض الشباب ذوي الخبرة والتعليم الأوسع، فضلاً عن بعض سكان القرية الذين استقر البهائيون بينهم. من المحتمل أن أكبر زيادة فردية، من وجهة نظره، جاءت في عام 1966 مع هذا الجهد حيث كان كابو زعيمًا لحركة تحديث مهمة في منطقة نهر بوراري ‏ في بابوا. توفي كابو في عام 1969 بسبب مرض السل بعد أن ظل مريضًا لمدة عام تقريبًا.
تم انتخاب أول أعضاء للجمعية الروحية الوطنية للبهائيين في بابوا غينيا الجديدة في عام 1969. كانت عضويتها: جون فرانسيس، نويل بلويت، ديفيد بودجر، سو بودجر، مارغريت بلويت، مايكل هوميرانج، رودني هانكوك، فرانك وايس وجاس داو. كان هناك 31 مندوبًا في المؤتمر، ولم يتمكن سوى ثلاثة منهم من الحضور، وكان يد القضية كوليس فيذرستون يمثل بيت العدل الأعظم، رئيس الدين آنذاك «يد القضية» هي واحدة من مجموعة مختارة من البهائيين، المعينين مدى الحياة، وكانت وظيفتهم الرئيسية نشر وحماية الدين تحت رأس الدين). تم التصويت على الأهداف والمواد في المؤتمر لإجراء ترجمات باللغات الأصلية. تمت مراجعة الترجمات السابقة لتاريخ حياة الباب وبهاءالله باللغة الإنجليزية العامية.

### تضاعف الأنشطة

#### التطورات الداخلية
وفي حين واصلت الإدارة المركزية العديد من موجات الرحلات المنتشرة في معظم أنحاء البلاد في رحلات ممتدة مختلفة غالبًا ما كانت تتخللها اجتماعات مختلفة يطلق عليها البهائيون «المعاهد» أو المدارس البهائية للمراجعة الرسمية للتعاليم البهائية وتطبيقها في المشاريع الفردية والجماعية.
انعقد المؤتمر الوطني الثاني في لاي في عام 1970، وحضره ستة وثلاثون من أصل ثمانية وثلاثين مندوبًا، وناقشوا اقتراحات المبادرات لشعوب تالاسيا [الإنجليزية]، وباوايا، وتشيمبو في البر الرئيسي. وفي وقت لاحق من عام 1970، قام إينوك أولينغا، من وسط أفريقيا، بزيارة خمس قرى وجزر سليمان المجاورة في غضون أسبوعين.
قامت سو بودجر برحلة ممتدة على طول مقاطعة الخليج في أوائل عام 1971 عبر سبع قرى. خلال الرحلة ألقت عدة محاضرات وساعدت في انتخاب مندوبين للمؤتمر الوطني. شهدت انتخابات الجمعية الوطنية في ذلك العام انتخاب تيمان كوساب، وجون ميلز، ونويل بلويت، ولوبينا فيرا، ومارجريت بلويت، ودان هيومز، وجون فرانسيس، وسو بودجر، وديفيد بودجر، مع حضور كوليس فيذرستون، يد القضية مرة أخرى. وقد لوحظ وجود صعوبة في إعادة انتخاب الجمعيات في المناطق المحلية عندما ذكر أحد الأفراد هذه القضية في مؤتمر في فيجي.
في عام 1973، وافق بيت العدل الأعظم رسميًا على ممارسة «الترجمات» باللغة الإنجليزية البسيطة للاستخدام في بابوا غينيا الجديدة طالما ظهرت الترجمة الإنجليزية الأصلية على نفس الصفحة عند الطباعة للحفاظ على سلامة الترجمة المعتمدة ولكن أيضًا «لتوفير وسيلة يمكن من خلالها لشعب بابوا وغينيا الجديدة تحسين معرفتهم وفهمهم للغة الإنجليزية». ومع ذلك، كان لا بد من مراجعة ترجمة الصلاة الإلزامية القصيرة إلى لغة عامية في بابوا غينيا الجديدة عندما وجد أن المترجم قد أدرج فقرة إضافية، لأن الصلاة الأصلية كانت «قصيرة جدًا».
حضر فيذرستون، صاحب قضية اليد العليا، مؤتمر عام 1974 بينما حدثت أولى التحولات المعروفة إلى الدين في منطقة جبل براون في المقاطعة الوسطى.
شهد عام 1975 انتخاب أول امرأة بابوية، إلتي كوناك، لعضوية الجمعية الوطنية - كما فازت بجائزة وطنية عن عملها في مجال حقوق المرأة. وشهد ذلك العام أيضًا التحويل شبه الكامل لثماني قرى نائية.
في عام 1976، قامت أربع فرق من البهائيين، معظمهم من نيوزيلندا، بزيارة العديد من القرى النائية ووصلوا إلى مناطق لم يرها البهائيون من قبل.
في عام 1977، حضر شباب من بابوا غينيا الجديدة المؤتمر الدولي الثامن للشباب في أستراليا. في عام 1978، استضاف سكان بابوا غينيا الجديدة مؤتمرهم الوطني الأول حول نشر الدين وقامت مجموعة موسيقية بجولة وعقدت العديد من الاجتماعات العامة والخاصة لمدة أربعة أسابيع تقريبًا. أقيمت مدرسة صيفية في ذلك العام بحضور من الدول المجاورة وكذلك من مختلف المناطق القريبة.
قامت مجموعة من البهائيين الأميركيين من أصل أفريقي بجولة لمدة أسبوع في البلاد في عام 1979. بحلول عام 1980، أصبح هوهنكي مستشارًا قاريًا.
انعقد مؤتمر وطني للشباب حضره نحو 40 شخصًا في بورت مورسبي عام 1981 بينما استضافت ثلاث مقاطعات معاهد بهائية (سلف معاهد روحي).
وصلت الديانة إلى جزيرة جود إنوف ‏ في عام 1982.
وقد لوحظ أيضًا أن البهائيين في بابوا غينيا الجديدة حققوا الاكتفاء الذاتي المالي في عام 1986.
قام شباب من رابول برعاية حدث تدريبي لجمعية لكبار السن في عام 1988 في جزيرة واتوم ‏.

#### التطورات العامة
في عام 1972 تأسست مدرسة بهائية لأول مرة في المدينة وفي ذلك العام قام جون روبرتس، يد القضية، بزيارة بورت مورسبي وجوروكا أيضًا. كما تم تعيين رودني هانكوك أيضًا كعضو في مجلس الإدارة المساعد بحلول ذلك الوقت. كما ساهم روبارتس أيضًا في تخصيص مدرسة في سوجيري. تم تشييد مبنى مدرسي دائم آخر في أروفا في أواخر عام 1972.
اشتهرت منطقة جبل براون في أوائل عام 1975 لأن المجتمع الجديد كان مشاركًا في تنظيم مدرسته ومؤسسات أخرى بينما في لاي، نظم طلاب الكلية البهائية فعاليات عامة في جامعتي لاي تركزت حول محادثات الدكتور بيتر خان. وفي ذلك العام، قدم البهائيون أيضًا عرضًا في الاحتفال الوطني بيوم الاستقلال.
تم تقديم المواد المتعلقة بالدين إلى كبار الشخصيات في الحكومة الوطنية في عام 1979. وفي عام 1980، نهض البهائيون في لاي لدعم السنة الدولية للطفل من خلال برنامج في مستشفى الأطفال المحلي وحددوا هدفًا لإنشاء مدارس تدريبية لمحو الأمية.
في عام 1980، حدثت موجة من المعارضة، بما في ذلك بعض الوفيات بين البهائيين، بين السكان الأصليين في مقاطعة أورو، وتبع ذلك جولة في القرى قام بها البهائيون. في ذلك العام تم التبرع بمواد دينية لمكتبة في رابول وتم تنظيم جولة لمدة خمسة أسابيع لمؤسسة يد القضية فيذرستون. أقام رجل أعمال بهائي عرضًا عامًا للبهائيين في رابول.
عُرض فيلمٌ عن تطورات الدين في ساموا عام 1982، بينما عُقد مؤتمرٌ محليٌّ في منطقة جبل براون، شهد افتتاح مركزٍ جديد، وجولةً في القرى المجاورة.
في عام 1983 أقيمت عدة معاهد إقليمية داخل البلاد - في كويكيلا وتابونومو ومعهد واحد في كيرافات والذي تضمن موضوع حياة واستشهاد بادي. في ذلك العام، قام البهائي المتجول حول العالم أندريه بروجيرو ‏ بزيارة المكان أيضًا، وقد حظي بتغطية تلفزيونية وصحفية في أعقاب زيارته. وفي أعقاب كل هذه التطورات، كانت هناك تغطية إعلامية لمراسم إعدام الباب في الصحف كجزء من صورة الدين.
في عام 1984، سافر مواطنو بابوا غينيا الجديدة عبر أستراليا لنشر الدين بين السكان الأصليين الأستراليين وحضر حوالي 50 شخصًا احتفالًا بيوم الأمم المتحدة في بورت موديسبي. في عام 1985 تضمنت أخبار التطورات في مقاطعة ميلن باي تسارعًا في معدل التحولات، حيث شارك البهائيون في مسيرة الاستقلال الوطني وكان البهائيون يديرون الآن العديد من المدارس الدائمة - في مقاطعات لاي، وأيرلندا الجديدة، ونيو بريتين، وميلن باي. وتتراوح هذه الأنشطة من خدمة الطلاب الذين أنهوا الصف السادس من خلال مساعدتهم في دورة مراسلة حكومية إلى المدارس والمدارس الريفية التي تقدم فصولاً دراسية حول النظافة والتغذية والصحة والزراعة والتسميد.
في عام 1986، تم تقديم وعد السلام العالمي، الذي كتبه بيت العدل الأعظم، إلى الحاكم العام لبابوا غينيا الجديدة، كينجسفورد ديبيلا ‏، في احتفال بيوم الأمم المتحدة. كما تم منحها أيضًا إلى نواب رئيس جامعة بابوا غينيا الجديدة ‏ وجامعة بابوا غينيا الجديدة للتكنولوجيا ‏. وقد نشر النص أيضًا في الصحيفة. في عام 1987 تمت ترجمة البيان إلى لغة موتو. وقد تم تقديم البيان إلى رئيس الوزراء آنذاك رابي ناماليو ‏ مع التغطية الإذاعية والصحفية في عام 1989. شارك البهائيون من بابوا غينيا الجديدة مع البهائيين الأستراليين الذين أقاموا معرضًا للسلام.
تم إنشاء فصل محو الأمية في عام 1987 إلى جانب مدرسة ريفية معترف بها من قبل الحكومة الوطنية بالإضافة إلى عيادة ريفية. بحلول عام 1988، لوحظت العديد من المشاريع - حيث قامت لجنة نسائية بتنسيق التدريب الطبي للأمهات والمعلمات في رابول، كما تم عقد مؤتمر للشباب في لاي، وتم جمع التبرعات لتطوير القوس في مركز البهائيين العالمي في بورت مورسبي. تم تسجيل مدرسة محلية أخرى في كاريبا في عام 1989. أقيمت أنشطة إضافية محلية وإقليمية ووطنية ودولية في عام 1989 - بعضها في المقاطعة الغربية ‏، وكانت سلسلة أخرى من الأحداث على طول نهر رامو، وتم تسجيل معهد آخر للتدريب الصحي وتشغيله على محطة إذاعية في رابول، وتم الترويج لمهرجان موسيقي من قبل العديد من مجموعات النساء.

## المجتمع الحديث

### التقدم الوطني/الديموغرافيا
في وقت مبكر من عام 1972 تم الاعتراف بالأيام المقدسة البهائية من قبل مؤسسة حكومية.
| العام | المندوبين إلى المؤتمر الوطني | العام | عدد الجمعيات المحلية |
| ----- | ---------------------------- | ----- | -------------------- |
|       |                              | 1958  | 1                    |
| 1969  | 31                           |       |                      |
| 1970  | 38                           |       |                      |
|       |                              | 1979  | 131                  |
| 1982  | 42                           |       |                      |
|       |                              | 1989  | 180                  |
| 1991  | 76                           | 1991  | 259                  |
|       |                              | 1993  | 300                  |

بحلول عام 1987، تم تأسيس المجلس الروحي الوطني، وتأسيس مجلس روحي محلي واحد على الأقل، وتم الاعتراف بمراسم الزواج البهائية كملزمة قانونًا، وتم الاعتراف بالإعفاء الضريبي لمؤسسات الدين. وُصف مجتمع عام 1991 بأنه مجتمع سريع النمو ومتوزع جغرافيًا - مجتمعات بهائية في ٨٧ مقاطعة من أصل ٨٨ مقاطعة في البلاد، وثلاث جمعيات محلية على الأقل في كل مقاطعة من مقاطعاتها التسع عشرة: في ذلك العام، حضر 61 من أصل 68 مندوبًا المؤتمر الوطني، وقدم 12 مندوبًا إضافيًا أصواتهم الغيابية. كما يحظى بتغطية إعلامية واسعة في الصحافة الوطنية، وهو معروف جيدًا للقادة السياسيين في البلاد.
بدءًا من عام 1990 تقريبًا، أصبح من الممكن مقارنة المصادر البهائية بالمراجعات الخارجية، خاصة عندما تبدأ بيانات التعداد الوطني. أظهرت أرقام التعداد الوطني الجزئي لعام 1990 وجود حوالي 6700 بهائي. وفي الوقت نفسه، في عام 1993، أفادت المصادر البهائية بوجود أكثر من 20 ألف بهائي (وهو رقم لا يزال يُنشر حتى عام 2006) في كل منطقة تقريبًا من كل مقاطعة في البلاد، مع أكثر من 300 جمعية محلية. ومع ذلك، بحلول عام 2000، لوحظ أن ما يقرب من 0.3% من السكان الوطنيين يعتبرون بهائيين استنادًا إلى تعداد عام 2000 (حوالي 20000) على الرغم من أن جمعية أرشيف بيانات الأديان (بالاعتماد على الموسوعة المسيحية العالمية) فضلت حوالي ثلاثة أضعاف هذا التقدير.
وقد دعا بيت العدل الأعظم إلى عقد مؤتمرات إقليمية دولية في 20 أكتوبر/تشرين الأول 2008 للاحتفال بالإنجازات الأخيرة في بناء المجتمعات المحلية والتخطيط للخطوات التالية في تنظيم الجهود في المناطق المحلية. أقيم مؤتمر واحد في لاي في يناير 2009 بحضور 1500 شخص في حرم جامعة بابوا غينيا الجديدة للتكنولوجيا ‏. تم تنظيم عروض رئيسية من قبل مجموعات من شرق نيو بريتين، وخليج ميلن، ومنطقة سيان في مرتفعات محافظات أورو.
في عام 2012 أعلن بيت العدل الأعظم عن خطط لبناء دار عبادة بهائية جديدة في بابوا غينيا الجديدة. وقد تمت طباعة عدد من كتب الأدب البهائي مترجمة.
الشخصيات الرئيسية في الفيلم الوثائقي عن الدين الذي صدر عام 2012، البستاني، تشمل البستاني المتمكن إيونا، وهو مواطن من بابوا غينيا الجديدة، والذي يجلب شعورًا بالتفاني الداخلي العميق عندما يتحدث عن مبادئه بينما يميل إلى أحواض الزهور.

#### التطورات المحلية المستمرة
بالإضافة إلى الإحصائيات الوطنية، هناك حالات فردية تشير إلى بعض جوانب مكانة الدين بين الغينيين.
حضر بوب نابيلي انتخابات مجلس النواب العالمي عام 1988 مرتديًا الزي التقليدي لتراثه الأصلي.
حضر 43 بهائيًا بالغًا و17 طفلًا مؤتمر الوحدة البهائية في رابول، وهو أول اجتماع لبهائيي شرق نيو بريتن لانتخاب مندوب للمؤتمر الوطني البهائي. في الواقع، كان معظمهم قد سمعوا عن هذا الاجتماع عبر إذاعة محلية عام 1989.
كان هناك معهد تدريب محلي لمدة تسعة أيام في عام 1990 في رابول.
في عامي 1995 و1996، لاحظت الكنيسة الإنجيلية في بابوا التي تخدم شعب غوغودالا ‏ في منطقة ميدل فلاي ‏ أن البهائيين والكنائس الصغيرة الأخرى كانت «هامشية وغير فعالة إلى حد كبير» ولكن بعد عامين «أصبحت أكثر وضوحًا». اقترح قس سابق على الباحثين المسيحيين أنه انضم إلى الديانة البهائية لأنهم يحترمون الموسيقى والرقص باعتبارهما روحانيين. في الديانة البهائية، الرقص ليس سيئًا. لقد خلق الله الرقص على الأرض؛ وهو للابتهاج، وهو وقتٌ للسعادة. حوالي عام 2٠٠٩، تضاعفت فصول الأطفال، وبدأ الناس يدرسون منهج معهد روحي.
وفي عام 1995، انعقد مؤتمر محلي حول تقدم الدين في منطقة خليج ميلن.
بحلول عام 2000، نظم معهد روحي شبكة لتقديم الدورات، التي تركز في معظمها على مراجعة التعاليم البهائية، إلى ما يقرب من ثلثي أعضاء الدين وفقًا للبهائيين. ثم بدأ المعهد بالتركيز على تقديم سلسلة من الدورات التدريبية التي من شأنها تدريب نسبة من البهائيين في مهام نشر الدين.
سافر البهائيون من بابوا غينيا الجديدة الذين يمثلون 15 مقاطعة من البلاد لحضور افتتاح شرفات ضريح الباب في عام 2001 - وتم نقل الأخبار عن ذلك محليًا.
اجتمع أكثر من 300 بهائي وبعض الضيوف المسيحيين في عام 2003 لافتتاح المركز في قرية نائية جميع سكانها أعضاء في هذا الدين.

### التركيز على المجتمع
منذ نشأتها، كان للدين دور في التنمية الاجتماعية والاقتصادية بدءًا من منح المزيد من الحرية للنساء، وترويج تعليم الإناث باعتباره أولوية، وقد تم التعبير عن هذه المشاركة عمليًا من خلال إنشاء المدارس والتعاونيات الزراعية والعيادات. ودخل الدين مرحلة جديدة من النشاط عندما صدرت رسالة بيت العدل الأعظم بتاريخ 20 أكتوبر 1983. وحث البهائيين على البحث عن طرق متوافقة مع التعاليم البهائية، والتي يمكنهم من خلالها المشاركة في التنمية الاجتماعية والاقتصادية للمجتمعات التي يعيشون فيها. في عام 1979، كان هناك 129 مشروعًا بهائيًا للتنمية الاجتماعية والاقتصادية معترفًا بها رسميًا في جميع أنحاء العالم. وبحلول عام 1987، ارتفع عدد مشاريع التنمية المعترف بها رسميا إلى 1482 مشروعا. وفي بابوا غينيا الجديدة، اتخذ هذا مجموعة متنوعة من الأشكال. يدعم المجتمع الوطني عددًا من المشاريع المنظمة على المستويين المحلي والوطني.

#### وضع المرأة
حضر مواطنو بابوا غينيا الجديدة المؤتمر الدولي للمحيط الهادئ عام 1983 في أستراليا كجزء من سلسلة مخصصة لذكرى بهية خانوم، المرأة الرائدة في الدين، وتم تشكيل مجموعة غناء مكونة من فتيات فقط وقامت بجولة. حصل البهائيون على تمثيل في المجلس الوطني للمرأة وتم عقد مؤتمر وطني للنساء البهائيات. وقد اتسع نطاق هذا الاهتمام ليشمل المجتمع الأوسع عندما عُقد في العام التالي مؤتمر وطني للنساء برعاية البهائيين. مارغريت إلياس، ابنة أول امرأة بابوية في الجمعية الوطنية، وأول محامية في البلاد (في السبعينيات)، كانت واحدة من حوالي 400 امرأة ورجل بهائي سافروا من أكثر من 50 دولة حول العالم للمشاركة في منتدى المنظمات غير الحكومية المعني بالمرأة المرتبط بالمؤتمر العالمي الرابع المعني بالمرأة عام 1995. حصلت إلياس أيضًا على جائزة في عامي 1995 و2002 لسنواتها العديدة في الخدمة العامة، وخاصة في الحكومة الوطنية واستمرت في دعم العديد من المبادرات التعليمية.

#### خدمة التعليم
استمرارًا لخدمات إنشاء المدارس وغيرها من الخدمات، وُثِّقت العديد من المشاريع الأخرى في السنوات الأخيرة. في عام 1995، أُنشئت مدرسة تمهيدية. واعترفت إحدى الحكومات الإقليمية بالمدرسة.
وقد تم إنشاء المرافق الطبية والتعليمية بالتنسيق مع المبادرات الحكومية في وقت مبكر من عام 1991. تم البدء في إنشاء محطة طبية محددة في عام 2006، وأكملتها جماعة بهائية في عام 2007، في جزيرة كركر.
استخدم البهائيون ورشة عمل رقص للشباب (انظر أوسكار ديجروي ‏) لمكافحة نمو العصابات في جزيرة بوغانفيل في عام 1997.
سيروس ناراقي، الذي حصل على المركز الأول في امتحانات القبول بالجامعة الإيرانية، وعاش وعمل في بابوا غينيا الجديدة من عام 1977 إلى عام 1979 ومن عام 1983 إلى عام 1998، حيث قام جزئيًا بالعمل السريري بالإضافة إلى التدريس في جامعة بابوا غينيا الجديدة حيث حصل على الجائزة في عام 1999 وعمل كعضو في مجلس المستشارين القاري في أستراليا منذ عام 1985.
بدأت مدرسة في عام 1995 في قرية نائية وبدأت في خدمة القرى المجاورة بحلول عام 2007.

#### التنمية الريادية المستدامة
قام البهائيون بإعادة تطوير منجم ذهب وفقًا للممارسات المستدامة بالإضافة إلى الموظفين من بابوا غينيا الجديدة، الأمر الذي اكتسب بعض الشهرة في عام 2003.
كان لدى لجنة الشباب للتنمية المستدامة ممثلون بهائيون مقيمون في بابوا غينيا الجديدة في عام 2009.

## وصلات خارجية
- المجتمع البهائي الوطني في بابوا غينيا الجديدة
- البهائي غوريغوري بلغة هيري موتو في بابوا غينيا الجديدة، مع اللغة الإنجليزية